# Roberto Sgambelluri
Roberto Sgambelluri (Melito Porto Salvo, 6 april 1974) is een Italiaans voormalig wielrenner.

## Carrière
In 1996 won Sgambelluri de Baby Giro, de Ronde van Italië voor beloften. In datzelfde jaar behaalde hij ook tweemaal zilver bij de Wereldkampioenschappen wielrennen 1996 in Lugano, zowel in de wegrit als de tijdrit. Nadien kon hij de hoge verwachtingen echter nooit inlossen.
Net als de Russische renner Faat Zakirov werd hij na de vijfde etappe, op 11 mei 2002, betrapt op het gebruik van aranesp, een middel bedoeld om het gebruik van epo te maskeren. Het middel was gevonden in een urinemonster dat was afgenomen op 24 april bij de start van de Giro in Groningen. Omdat ook de B-staal positief werd getest, kreeg hij een schorsing opgelegd tot en met 31 oktober 2003.

## Belangrijkste overwinningen
1996
- Baby Giro
- 2maal zilver WK Lugano

1999
- Eindklassement Trofeo dello Scalatore

## Resultaten in voornaamste wedstrijden
| Jaar | Ronde van Italië | Ronde van Frankrijk | Ronde van Spanje |
| ---- | ---------------- | ------------------- | ---------------- |
| 1997 | 32e (1)          |                     | opgave           |
| 1998 | 19e              |                     | 37e              |
| 1999 | 10e              |                     |                  |
| 2000 | 33e              |                     | 37e              |
| 2001 | 33e              |                     | 63e              |
| 2002 | opgave           |                     |                  |
| 2004 |                  |                     | 79e              |

| Jaar | Milaan-San Remo | Luik-Bast.‑Luik | Ronde van Lombardije |
| ---- | --------------- | --------------- | -------------------- |
| 1997 |                 |                 |                      |
| 1998 | 30e             | 53e             |                      |
| 1999 |                 |                 |                      |
| 2000 |                 |                 | 39e                  |
| 2001 |                 |                 |                      |
| 2002 |                 |                 |                      |
| 2004 |                 |                 | 42e                  |